# Serica campestris
Serica campestris är en skalbaggsart som beskrevs av Dawson 1919. Serica campestris ingår i släktet Serica och familjen Melolonthidae. Inga underarter finns listade i Catalogue of Life.